# Международная конфедерация практической стрельбы
Международная конфедерация практической стрельбы (англ.  International Practical Shooting Confederation, IPSC) — международная спортивная организация, которая координирует деятельность входящих в её состав национальных федераций практической стрельбы. Контролирует проведение международных соревнований по практической стрельбе, вносит изменения в правила соревнований и их судейство.

## Соревнования
Международная конфедерация практической стрельбы признаёт следующие уровни соревнований:
- Чемпионат мира — проводится каждые три года чередуя виды программы пистолет, ружьё, карабин.
- Чемпионат континента — различают Чемпионат Европы, Панамериканский Чемпионат, Чемпионат Африки, Чемпионат Австалазии. Проводятся в соответствии с графиком утверждённым Генеральной ассамблеей МКПС.
- Региональные чемпионаты и кубки — Чемпионаты и кубки стран являющихся членами Международной конфедерации практической стрельбы. Проводятся ежегодно, в соответствии с внутренним календарём.
- Внутренние чемпионаты и кубки субъектов регионов.
- Соревнования, проводимые спортивными клубами.

## Мировые рекорды
Мировой рекорд фиксируется только на Чемпионатах мира как результат стрелка в виде процента набранных очков от максимально возможного количества очков на соревновании.
Пистолет - Серийный класс
| Категория          | Имя                                          | Чемпионат мира | Место проведения   | Год  | Рекорд  |
| ------------------ | -------------------------------------------- | -------------- | ------------------ | ---- | ------- |
| Общая              | Эрик Грауффель Франция                       | XVII           | Frostproof, USA    | 2014 | 95.1079 |
| Женщины            | Мария Гущина Россия                          | XVII           | Frostproof, USA    | 2014 | 79.0066 |
| Юниоры             | Adam Tyc Чехия                               | XIV            | Guayaquil, Ecuador | 2005 | 89.1758 |
| Ветераны           | Frank Garcia США                             | XVII           | Frostproof, USA    | 2014 | 80.2774 |
| Суперветераны      | Miroslav Kamenicek Чехия                     | XVII           | Frostproof, USA    | 2014 | 63.4688 |
| Команда - Общая    | Racaza, Stoeger, Mink США                    | XVII           | Frostproof, USA    | 2014 | 88.8826 |
| Команда - Женщины  | Гущина, Черненко, Васильева, Макарова Россия | XVII           | Frostproof, USA    | 2014 | 63.8843 |
| Команда - Юниоры   | Hetherington, Katz, Morton, Clagg США        | XVII           | Frostproof, USA    | 2014 | 77.7899 |
| Команда - Ветераны | Anglo, Castro, Sy, Gotamco Филиппины         | XVII           | Frostproof, USA    | 2014 | 66.7314 |

Пистолет - Стандартный класс
| Категория          | Имя                                                 | Чемпионат мира | Место проведения          | Год  | Рекорд  |
| ------------------ | --------------------------------------------------- | -------------- | ------------------------- | ---- | ------- |
| Общая              | Rob Leatham США                                     | XIII           | Pietersburg, South Africa | 2002 | 92.5510 |
| Женщины            | Petra Tutschke Германия                             | XIV            | Guayaquil, Ecuador        | 2005 | 64.7180 |
| Юниоры             | Michael Ron Ligon Филиппины                         | XVII           | Frostproof, USA           | 2014 | 75.7915 |
| Ветераны           | Emanuel Bragg США                                   | XVII           | Frostproof, USA           | 2014 | 80.3195 |
| Суперветераны      | Esterino Magli Италия                               | XVII           | Frostproof, USA           | 2014 | 72.8047 |
| Команда - Общая    | Leatham, Voigt, Avery, Strader США                  | XIII           | Pietersburg, South Africa | 2002 | 89.6449 |
| Команда - Женщины  | Rogers, Nonaka, Munson, Randolph США                | XVI            | Rhodes, Greece            | 2011 | 61.9623 |
| Команда - Ветераны | Santarcangelo, Silvera, D'Alessandro, Simula Италия | XVII           | Frostproof, USA           | 2014 | 74.1584 |

Пистолет - Открытый класс
| Категория               | Имя                                        | Чемпионат мира | Место проведения          | Год  | Рекорд  |
| ----------------------- | ------------------------------------------ | -------------- | ------------------------- | ---- | ------- |
| Общая                   | Eric Grauffel Франция                      | XV             | Bali, Indonesia           | 2008 | 95.9696 |
| Женщины                 | Karla Blowers Австрия                      | XVII           | Frostproof, USA           | 2014 | 72.5474 |
| Юниоры                  | Eric Grauffel Франция                      | XII            | Cebu, Philippines         | 1999 | 91.5883 |
| Ветераны                | Michael Voigt США                          | XVII           | Frostproof, USA           | 2014 | 76.7260 |
| Суперветераны           | Thierry Obriot Франция                     | XVII           | Frostproof, USA           | 2014 | 67.7021 |
| Команда - Общая         | Racaza, Eusebio, Michel, Tilley США        | XVI            | Rhodes, Greece            | 2011 | 90.4099 |
| Команда - Женщины       | Cabalatungan, Lee, Tan, Kangleon Филиппины | XIII           | Pietersburg, South Africa | 2002 | 68.8736 |
| Команда - Юниоры        | Balsley, Coley, Mc Ginty, Mc Cord США      | XV             | Bali, Indonesia           | 2008 | 81.0662 |
| Команда - Ветераны      | Voigt, Pearson, Townley, Oosthuisen США    | XVII           | Frostproof, USA           | 2014 | 72.0485 |
| Команда - Суперветераны | Delos Santos, Hizon, Fontanilla Филиппины  | XVI            | Rhodes, Greece            | 2011 | 46.7163 |

Пистолет - Стандартный классический класс
| Категория       | Имя                                    | Чемпионат мира | Место проведения | Год  | Рекорд  |
| --------------- | -------------------------------------- | -------------- | ---------------- | ---- | ------- |
| Общая           | Robert Leatham США                     | XVII           | Frostproof, USA  | 2014 | 90.6032 |
| Женщины         | Anne-Valérie Fonder Франция            | XVII           | Frostproof, USA  | 2014 | 55.2437 |
| Ветераны        | Rob Leatham США                        | XVII           | Frostproof, USA  | 2014 | 90.6032 |
| Суперветераны   | Daniel Torrevillas Филиппины           | XVII           | Frostproof, USA  | 2014 | 64.1794 |
| Команда - Общая | Leatham, Jarrett, Byerly, Dilworth США | XVII           | Frostproof, USA  | 2014 | 84.4153 |

Револьвер
| Категория       | Имя                                            | Чемпионат мира | Место проведения          | Год  | Рекорд  |
| --------------- | ---------------------------------------------- | -------------- | ------------------------- | ---- | ------- |
| Общая           | Jerry Miculek США                              | XIII           | Pietersburg, South Africa | 2002 | 98.1080 |
| Женщины         | Annette Aysen США                              | XVII           | Frostproof, USA           | 2014 | 57.2655 |
| Ветераны        | Jerry Miculek США                              | XIV            | Guayaquil, Ecuador        | 2005 | 93.2697 |
| Суперветераны   | Elliot Aysen США                               | XVII           | Frostproof, USA           | 2014 | 74.5214 |
| Команда - Общая | Todeschini, Brusin, Ricciardi, Zambonin Италия | XV             | Bali, Indonesia           | 2008 | 83.3876 |

## Дисциплины
Международная конфедерация практической стрельбы признаёт три основных вида программы по которым проводятся чемпионаты мира и два признанных вида программы по которым имеются правила, но не проводятся соревнования высокого уровня. Деление на дисциплины осуществляется в соответствии с техническими характеристиками используемого спортсменом оружия. Основные виды программы:

### Пистолет
- Серийный класс

Только перечисленные на веб-сайте МКПС пистолеты могут использоваться в Серийном Классе. Пистолеты с УСМ одинарного действия категорически запрещены;
- Стандартный класс

Самозарядный пистолет в положении готовности, со вставленным пустым магазином должен полностью входить в эталонный ящик, с внутренними размерами 225x150x45 мм (с отклонениями +1 мм, — 0 мм). Серийные образцы с механическими прицельными приспособлениями, разрешается замена неосновных частей;
- Открытый класс

Любые самозарядные пистолеты в том числе и прототипы, с любыми модификациями в виде портов, компенсаторов, оптико-электронных прицельных приспособлений;
- Класс стандартный револьвер

В данном классе используются револьверы с ограниченными модификациями;
- Стандартный классический класс

Самозарядные серийные пистолеты на базе Colt 1911 с однорядным магазином.

### Гладкоствольное ружьё
- Стандартный класс

Самозарядное ружьё с трубчатым подствольным магазином, механическими прицельными приспособлениями. На старте в ружье может быть не более 9 патронов;
- Стандартный класс с ручной перезарядкой (помповая перезарядка)

Ружьё с трубчатым подствольным магазином, механическими прицельными приспособлениями и с перезарядкой за счёт силы стрелка;
- Модифицированный класс

Самозарядное ружьё с трубчатым подствольным магазином, механическими прицельными и ограниченное длиной в 1320 мм. На старте в ружье может быть не более 14 патронов. Модификации или приспособления к основанию зарядного окна для облегченного заряжания могут быть произведены. Такие модификации или приспособления не должны превышать 75 мм в длину и не должны выступать более чем на 32 мм в любую сторону от ствольной коробки. Так же разрешены компенсаторы, порты, пламегасители и использование прототипов;
- Открытый

Любое самозарядное ружьё ограниченное длиной 1320 мм. Разрешены отъёмные коробчатые или трубчатые поворотные магазины, компенсаторы, порты, пламегасители, оптико-электронные прицельные приспособления. Для ружей с трубчатым магазином разрешены модификации к окну приёмника для ускорения заряжания. (спидлоадеры не более 6 патронов). На старте в ружье с трубчатым подствольным магазином может быть не более 14 патронов. В коробчатом отъёмном магазине на старте может быть не более 10 патронов. Разрешено использовать 12 местные магазины.

### Карабин
- Стандартный класс

Серийный самозарядный карабин с пламегасителями или дульными тормозами ограниченного размера. Оптические прицелы запрещены;
- Открытый класс

Самозарядный карабин с оптическими прицельными приспособлениями, сошками, без ограничений по ДТК, пламегасителям и компенсаторам отдачи;
- Класс стандартный с ручной перезарядкой

Серийный карабин, с перезарядкой за счёт силы стрелка, без пламегасителей и компенсаторов отдачи. Вместимость магазина ограничена пятью патронами. Оптические прицелы запрещены;
- Класс открытый с ручной перезарядкой

Карабин, с перезарядкой за счет силы стрелка, с оптическими прицельными приспособлениями, сошками, без ограничений по ДТК, пламегасителям, компенсаторам отдачи и ёмкости магазина.

### Малокалиберная винтовка
- Стандартный класс

Серийная самозарядная винтовка использующая спортивный малокалиберный патрон .22LR без пламегасителей или дульных тормозов. Оптические прицелы запрещены. Отсоединяемый магазин ограничен ёмкостью в 30 патронов. Сошки запрещены;
- Открытый класс

Серийная самозарядная винтовка использующая спортивный малокалиберный патрон .22LR с пламегасителем или дульным тормозом. Оптические прицелы разрешены. Отсоединяемый магазин ограничен ёмкостью в 30 патронов. Сошки разрешены.

### Айрсофт пистолет
- Серийный класс

Только перечисленные на веб-сайте МКПС пистолеты могут использоваться в Серийном Классе. Пистолеты с УСМ одинарного действия категорически запрещены;
- Стандартный класс

Пистолет в положении готовности, но разряженный и без магазина, должен полностью входить в эталонный ящик, с внутренними размерами 225 мм x 150 мм x 45 мм (с отклонениями +1 мм, –0 мм);
- Открытый класс

Любые самозарядные пистолеты в том числе и прототипы, с любыми модификациями в виде портов, компенсаторов, оптико-электронных прицельных приспособлений;
- Стандартный классический класс

Самозарядный пистолет в положении готовности, со вставленным пустым магазином должен полностью входить в эталонный ящик, с внутренними размерами 225x150x45 мм (с отклонениями +1 мм, — 0 мм), самозарядные серийные пистолеты на базе Colt 1911 с однорядным магазином.

## Структура конфедерации
Международная конфедерация практической стрельбы состоит из национальных федераций по практической стрельбе. Высшим органом является Генеральная ассамблея. В Генеральную Ассамблею входят: Президент, Генеральный секретарь (Вице-президент), Секретарь распорядитель и директора признанных национальных федераций совместно с Президентом и Вице-президентом Международной Ассоциации спортивных судей по практической стрельбе.

### Национальные федерации[3]
| Африканская зона | Австралайзийская зона | Европейская зона     | Пан-американская зона |
| ---------------- | --------------------- | -------------------- | --------------------- |
| Зимбабве         | Австралия             | Австрия              | Аруба                 |
| Кения            | Гонконг               | Андорра              | Аргентина             |
| Намибия          | Гуам                  | Армения              | Барбадос              |
| ЮАР              | Индия                 | Беларусь             | Боливия               |
|                  | Индонезия             | Бельгия              | Бразилия              |
|                  | Камбоджа              | Болгария             | Венесуэла             |
|                  | Китай                 | Босния и Герцеговина | Гайана                |
|                  | Кувейт                | Великобритания       | Гватемала             |
|                  | Лаос                  | Венгрия              | Гондурас              |
|                  | Ливан                 | Германия             | Гренада               |
|                  | Макао                 | Гибралтар            | Канада                |
|                  | Малайзия              | Греция               | Колумбия              |
|                  | Монголия              | Дания                | Коста-Рика            |
|                  | Новая Зеландия        | Израиль              | Кюрасао               |
|                  | ОАЭ                   | Ирландия             | Острова Кайман        |
|                  | Пакистан              | Испания              | Мексика               |
|                  | Папуа — Новая Гвинея  | Италия               | Никарагуа             |
|                  | Сингапур              | Казахстан            | Панама                |
|                  | Таиланд               | Кипр                 | Парагвай              |
|                  | Китайская Республика  | Кыргызстан           | Перу                  |
|                  | Филиппины             | Латвия               | Пуэрто-Рико           |
|                  | Фиджи                 | Литва                | Сальвадор             |
|                  | Шри-Ланка             | Мальта               | Сент-Люсия            |
|                  | Япония                | Молдова              | США                   |
|                  |                       | Монако               | Суринам               |
|                  |                       | Монтенегро           | Тринидад и Тобаго     |
|                  |                       | Нидерланды           | Уругвай               |
|                  |                       | Норвегия             | Чили                  |
|                  |                       | Джерси Гернси        | Эквадор               |
|                  |                       | Остров Мэн           | Ямайка                |
|                  |                       | Польша               |                       |
|                  |                       | Португалия           |                       |
|                  |                       | Россия               |                       |
|                  |                       | Румыния              |                       |
|                  |                       | Северная Ирландия    |                       |
|                  |                       | Сербия               |                       |
|                  |                       | Словакия             |                       |
|                  |                       | Словения             |                       |
|                  |                       | Турция               |                       |
|                  |                       | Украина              |                       |
|                  |                       | Финляндия            |                       |
|                  |                       | Франция              |                       |
|                  |                       | Хорватия             |                       |
|                  |                       | Чехия                |                       |
|                  |                       | Финляндия            |                       |
|                  |                       | Швейцария            |                       |
|                  |                       | Швеция               |                       |
|                  |                       | Эстония              |                       |